# エリア・グリーン
エリア・グリーン（Ellia Green、1993年2月20日 - ）は、オーストラリアの女子ラグビー選手。トランスジェンダーであることを公表した初のオリンピック選手である。

## プロフィール
- フィジー・スバ出身[1]。
- ポジションはウィング(WTB)。
- 身長 171cm、体重 73kg

## 略歴
2016年、リオ五輪の7人制女子オーストラリア代表に選ばれて金メダルを獲得。

## 私生活
現在シドニー郊外のレーンコーブに住んでいる。
パートナーのヴァネッサ・ターンブル・ロバーツとの間に娘がいる。
2022年に、トランスジェンダー男性であることを告白しており、エリアは、スポーツ界のトランス嫌悪や同性愛嫌悪と闘うためにビンガム・カップ・インターナショナル・サミットの動画で性別移行したことを公表。
その後、AP通信との電話インタビューで、性別移行は「人生最良の選択」で、子どもの頃から自分は男性だと認識していたと明かした。「子どもの頃、自分は人前で男の子だと思っていた。短髪だったので、初めて会った人は私を男の子だと間違える人もいたよ。常に兄の服を着て、おもちゃで遊び、シャツを着ないで走り回っていた。でも、胸が大きくなってきて、『ウソだろ』と思って」とコメントしている。